# Delta BK
Delta BK är en bandyklubb i Sverige som bildades den 7 januari 2007. A-lag spelar sina matcher i Division 1 på Tingvalla isstadion. Delta BK har sin verksamhet inom Bandyförbundet distrikt Mellansverige.